# Megaselia copalina
Megaselia copalina är en tvåvingeart som först beskrevs av Meunier 1905.  Megaselia copalina ingår i släktet Megaselia och familjen puckelflugor. Inga underarter finns listade i Catalogue of Life.